# Palacio de Cristal (Liubliana)
El Palacio de Cristal (en esloveno: Kristalna palača) es un rascacielos en Liubliana, Eslovenia, situado en el centro comercial de la ciudad BTC, en el distrito Nove Jarse en la parte noroeste de la ciudad. Se eleva 89 metros (290 pies) y tiene 20 pisos de altura, por lo que actualmente es el edificio más alto de Eslovenia. El edificio alberga tiendas alta categoría, un centro de bienestar, oficinas de negocios y una sala de congresos. La construcción comenzó con la colocación de la primera piedra el 15 de mayo de 2009. El edificio tiene una forma distintiva, con columnas de soporte que sobresalen hasta el segundo piso, después de lo cual se estrecha gradualmente hacia la parte superior.